# Membrío
Membrío település Spanyolországban, Cáceres tartományban. Membrío Alcántara, Salorino, Valencia de Alcántara, Santiago de Alcántara, Carbajo és Idanha-a-Nova községekkel határos. Lakosainak száma 572 fő (2024).

## Népesség
A település népessége az elmúlt években az alábbi módon változott:
| Lakosok száma | 911  | 890  | 880  | 851  | 779  | 701  | 678  | 622  | 587  | 572  |
|               | 2001 | 2004 | 2006 | 2009 | 2011 | 2014 | 2016 | 2019 | 2021 | 2024 |